# Богоматерь Уолсингемская
Божья Матерь Уолсингемская (англ. Our Lady of Walsingham) — один из титулов Девы Марии, Матери Божьей. В основе культа лежит легенда о явлении Девы во сне саксонской аристократке Ричельдис (Ришельдис) де Фаверше (Richeldis de Faverches) в 1061 году в деревне Уолсингем в Норфолке, Англия. Леди Ричельдис построила Священный Дом (a Holy House), который на протяжении 500 лет оставался святилищем Святой Девы и местом паломничества.

## Священный Дом и паломничества
Священный Дом, построенный Ричелдис в виде простой деревянной конструкции, воспроизводящей дом, в котором произошло Благовещение, стал часовней-санктуарием Уолсингема и центром паломничества. Часовня была основана около 1053 года, в период правления Эдуарда Исповедника. В 1169 году Джеффри посвятил «Богу, Святой Марии и Эдви (Его слуге) часовню Девы», которую его мать построила в Уолсингеме, с тем намерением, что Эдви построит там монастырь. Чуть позже святилище было передано на попечение регулярных каноников (августинцев) в Уолсингеме (the Austin Canons of Walsingham) Робертом де Брукуртом (Robert de Brucurt) и Роджером, графом Клэр (Roger, earl of Clare). Ко времени своего закрытия во время правления Генриха VIII в 1538 году, часовня стала одним из величайших религиозных центров в Англии и Европе, наряду с Кентербери и Гластонбери. Особое значение для паломников она приобретала в периоды региональных войн, когда пути в Рим и Компостеллу были перекрыты.
Королевское покровительство способствовало росту богатства и популярности часовни. В разное время её посетили Генрих III, Эдвард II, Эдвард III, Генрих IV, Эдвард IV, Генрих VII, Генрих VIII и Эразм Роттердамский. В 1511 году Генрих VIII  (это ещё до его отлучения от церкви) последнюю милю (более 1,5 км) до Священного Дома прошёл босоногим. Часовня также была местом паломничества английских королев — Катарина Арагонская была частым гостем здесь так же, как и её преемница на престоле — Анна Болейн.

## Разрушение
Закрытие монастырей было частью Английской Реформации. Томас Кромвель совершил ряд визитов в 1536, в результате которых были закрыты мелкие монастыри, по причине раскрытия нарушения устава монастырской жизни. За два года до этого приор Уолсингема Ричард Ваувелл подписал принятие Акта о Супрематии. Вследствие этого, Кромвель оставил приорство на некоторое время. Несколько раз на Ваувелла писали жалобы, однако большая часть его конгрегации поддерживала своего священника. В 1537 году был раскрыт заговор, организованный двумя хористами-мирянами. Одиннадцать человек были казнены. Приорат Уолсингема был закрыт двумя годами позже.
Здание монастыря было оставлено и постепенно разрушалось. Суб-приор был казнен. Статуя Святой Девы была отправлена в Лондон; по легенде, её движение сопровождалось чудесами.
Разрушение святилища (и популярного места паломничества) было воспринято английскими католиками как трагедия. Широкое распространение получил так называемый «Плач по Уолсингему» (A lament for Walsingham), написанный в форме строфической баллады. На тему баллады написали вариации выдающие английские музыканты XVI века Уильям Бёрд, Джон Булл, эту же тему использовал в своей известной гальярде Джон Доуленд.

## Современное возрождение
После практически четырёх столетий забвения в XX в. Уолсингем возродился как центр паломничества. Росту интереса к святилищу способствовало возрождение религиозности в Британии, импульс которому дало Оксфордское Движение.
Англиканский священник Алфред Хоуп Паттен, назначенный викарием Уолсингема в 1921 году, возродил интерес к дореформационному паломничеству. Именно ему принадлежит идея восстановления статуи Божьей Матери Уолсингемской. За образец было взято изображение на печати средневекового приорства. В 1922 году, статуя была отправлена в приходскую церковь Св. Марии, вслед за чем последовало восстановление постоянного паломничества. В первую же ночь по прибытии статуи в церковь массы людей собрались, обращаясь к Деве Марии о соучастии в их молитвах.
В течение 1920-х небольшие группы паломников превратились в настоящий бурный поток. Для нужд паломников был организован Паломнический Хоспис (Слово «хоспис» пришло в английский язык из старофранцузского («hospice»). Там оно, в свою очередь, образовалось от латинского слова hospitium («гостеприимство»). Этим термином с VI века н. э. обозначали места отдыха пилигримов). В 1931 году Священный Дом был организован в небольшую паломническую церковь, а статуя Божьей Матери Уолсингемской была перенесена туда при большом стечении народа. В 1938 году Священный Дом был расширен в Англиканское Святилище Святой Девы Уолсингемской. Отец Паттен совмещал пост викария Уолсингема и священника-администратора Англиканского Святилища Божьей Матери Уолсингемской до своей смерти в 1958 году.

## Другое
После издания Римским папой Бенедиктом XVI энциклики Anglicanorum Coetibus Святым Престолом был учреждён Персональный ординариат для англикан, перешедших в католицизм. Этот ординариат был назван именем Уолсингемской Девы Марии.